# Attentat du Liceu
 (décembre 2022).
Si vous disposez d'ouvrages ou d'articles de référence ou si vous connaissez des sites web de qualité traitant du thème abordé ici, merci de compléter l'article en donnant les références utiles à sa vérifiabilité et en les liant à la section « Notes et références ».
L'attentat du Liceu est un attentat anarchiste perpétré par Santiago Salvador Franch contre le public du grand théâtre du Liceu, à Barcelone, en Espagne, le 7 novembre 1893. En lançant deux bombes Orsini dans la salle, le terroriste fait vingt morts.
Le 7 novembre 1893, l'opéra de Barcelone ouvre sa saison 1893-1894 avec Guillaume Tell de Gioachino Rossini. Salvador n'ayant pas assez d'argent pour s'acheter une place, son épouse la lui paye, parmi les moins onéreuses, au cinquième étage du théâtre, dans le "paradis". L'anarchiste laissa passer le premier acte et, pendant le second, à onze heures du soir, il jeta ses deux bombes vers les places d'orchestre. La première tomba dans la rangée 13 et explosa immédiatement lors de l'impact. La seconde tomba sur la jupe d'une femme et le vêtement amortit le choc, ce qui empêcha la détonation de l'engin explosif, qui roula sous un fauteuil. Sept personnes moururent sur le coup, treize autres sont morts dans les heures qui ont suivi.